# Ямайка на літніх Олімпійських іграх 2000
Ямайка на літніх Олімпійських іграх 2000 в Сіднеї (Австралія) була представлена 48-ма спортсменами (22 чоловіки та 26 жінок) у 28 дисциплінах 4 видів спорту, які вибороли дев'ять олімпійських медалей.
Наймолодшим учасником змагань стала плавчиня Дженел Аткінсон (17 років 353 дні), найстарішим — легкоатлетка Мерлін Отті (40 років 143 дні).

## Срібло
1. Тейна Лоуренс — легка атлетика, біг на 100 метрів, жінки.
2. Лоррейн Грехем — легка атлетика, біг на 400 метрів, жінки.
3. Деон Геммінгс — легка атлетика, біг на 400 метрів з бар'єрами, жінки.
4. Мерлін Отті, Вероніка Кемпбелл-Браун, Тейна Лоуренс, Беверлі Макдональд, Мерлін Фрейзер — легка атлетика, естафета 4×100 метрів, жінки.
5. Кетрін Скотт, Деон Геммінгс, Сенді Річардс, Лоррейн Грехем, Чармейн Гавелл, Мішель Бергер — легка атлетика, естафета 4×400 метрів, жінки.
6. Крістофер Вільямс, Денні Макфален, Майкл Блеквуд, Ґреґ Готон, Санджей Ейр, Майкл Макдональд — легка атлетика, естафета 4×400 метрів, чоловіки.

## Бронза
1. Ґреґ Готон — легка атлетика, біг на 400 метрів, чоловіки.
2. Мерлін Отті — легка атлетика, біг на 100 метрів, жінки.
3. Беверлі Макдональд — легка атлетика, біг на 200 метрів, жінки.